# Crkva sv. Barbare u Splitu
Crkva sv. Barbare je bivša zgrada rimokatoličke crkve u Splitu, Hrvatska. Nalazila se uz istočnu stranu Peristila, središta Dioklecijanove palače.
Postojala je sve do početnih godina 20. stoljeća. U 19. stoljeću još je imala očuvan zvonik na preslicu. 20. stoljeće dočekala je bez zvonika. Sa sjeverne strane crkve je crkva sv. Roka.